# Землетрясение в Западном Сулавеси (2021)
Землетрясение в провинции Западный Сулавеси — землетрясение, прошедшее в провинции Западный Сулавеси 15 января 2021 в 02:28 по местному времени, магнитудой 6,2 по шкале Рихтера. В регионе было повреждено или разрушено более 6000 строений. Официальные лица подсчитали, что землетрясение нанесло ущерб в размере 829,1 миллиарда индонезийских рупий.

## Последствия
По сообщениям, телекоммуникационные услуги были отключены, и сообщалось о отключениях электроэнергии, поскольку в результате землетрясения были повреждены несколько электростанций. Пенитенциарное учреждение в административном центре провинции Мамуджу также пострадало, по меньшей мере 3 человека получили ранения. По крайней мере один Общественный медицинский центр был разрушен во время землетрясения. Серьезно пострадало также управление военного округа в Малунде. По меньшей мере две главные больницы в Западном Сулавеси были разрушены в результате землетрясения, в то время как три больницы продолжают функционировать. Министерство образования сообщило, что по меньшей мере 15 школ были повреждены или разрушены в результате землетрясения, большинство из которых находились в Маджене.
Землетрясение вынудило отложить массовую вакцинацию COVID-19 в Западном Сулавеси из-за нехватки медицинских ресурсов, поскольку ресурсы были перенаправлены на ликвидацию последствий землетрясения.

## Реакция
Президент Индонезии Джоко Видодо приказал министру социальных дел Три Рисмахаринипосетить район бедствия, чтобы проконтролировать распределение помощи в этом районе. Позже он выразил соболезнования родственникам погибших и выразил надежду на быстрое выздоровление выживших и пострадавших. В Западном Сулавеси было объявлено чрезвычайное положение. Позже глава государства посетил пострадавшие районы и пообещал, что Центральное правительство окажет большую помощь региональному правительству Западного Сулавеси в оказании чрезвычайной помощи.
Индонезийская национальная полиция заявила, что для оказания помощи в проведении поисково-спасательных работ было направлено по меньшей мере 136 человек. Региональная полиция Южного Сулавеси также направила персонал, оборудование для очистки воды и другие виды помощи в Мамуджу и Маджене, чтобы помочь усилиям по оказанию чрезвычайной помощи.

## Галерея

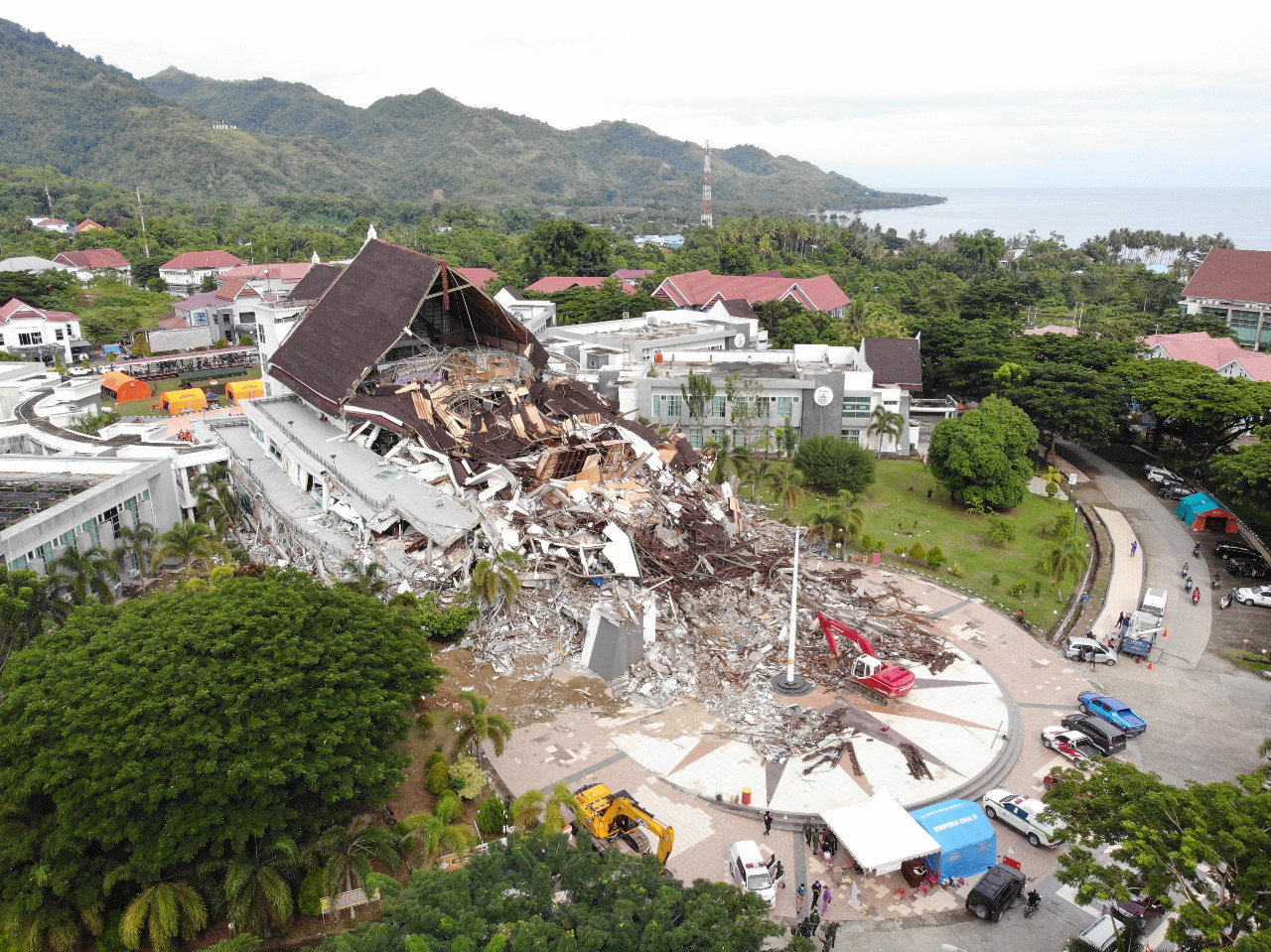
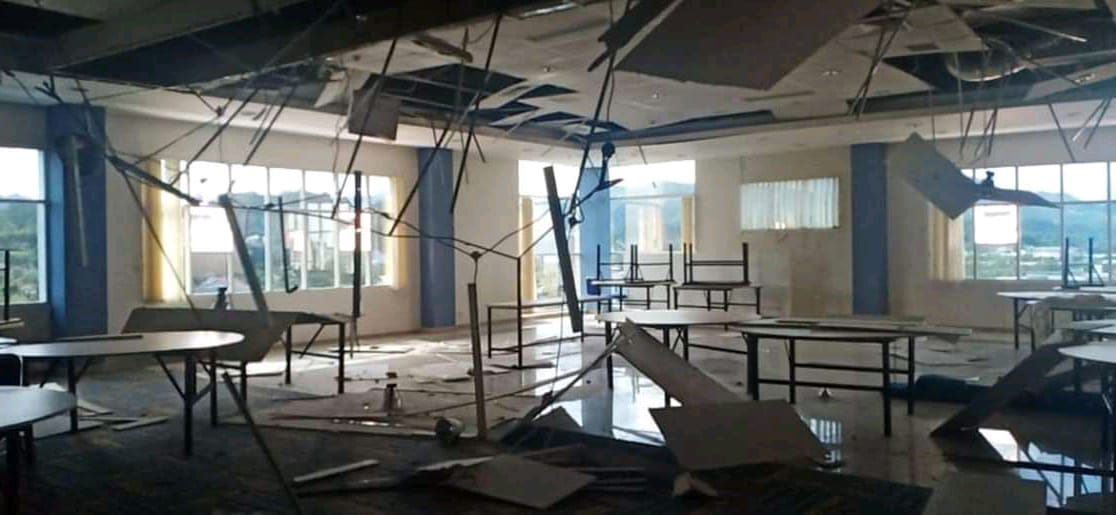